# Park Brochowski
Park Brochowski to park położony w południowo-wschodniej części Wrocławia, w obrębie osiedla Brochów. Jest najstarszym parkiem w obecnych granicach Wrocławia, założonym w średniowieczu przez augustianów w latach 1727 - 1733. Ma powierzchnię ok. 8 ha. Pieczę nad Parkiem Brochowskim sprawuje Zarząd Zieleni Miejskiej, podległy Departamentowi Architektury i Rozwoju Urzędu Miejskiego Wrocławia. Obecna nazwa parku obowiązuje na podstawie § 1 pkt 9 uchwały nr LXXI/454/93 Rady Miejskiej Wrocławia z dnia 9 października 1993 roku w sprawie nazw parków i terenów leśnych istniejących we Wrocławiu.
Park położony jest pomiędzy osiedlami Wrocławia:
- Brochów – na wschód od parku,
- Jagodno – na zachód od parku, za linią kolejową.

Do parku dojechać można ulicą Centralną od osiedla Brochów i ulicą Konduktorską od ulicy Buforowej (osiedle Jagodno). Zachodnią granicę parku wyznacza linia kolejowa nr 276. Z komunikacji miejskiej obecnie w pobliżu parku ma przystanek autobus linii 133.
Przez park przepływa niewielki ciek wodny, o charakterze melioracyjnym – Brochówka, który wraz z licznymi mniejszymi rowami tworzy niewielką sieć wodną, z oczkiem wodnym, oraz z licznymi mostkami i kładkami. W parku urządzony jest również plac zabaw dla dzieci i labirynt grabowy. Park, wraz z wodami powierzchniowymi, ma również znaczenie przyrodnicze.